# برايان أكوستا
برايان أكوستا (بالإسبانية: Bryan Acosta)‏ (24 نوفمبر 1993 لا سيبا هندوراس - ) هو لاعب كرة قدم هندوراسي، يلعب كلاعب وسط.

## وصلات خارجية
برايان أكوستا على موقع اتحاد تركيا (لاعب) (الإنجليزية)
- برايان أكوستا على موقع الدوري الأمريكي (الإنجليزية)
- برايان أكوستا على موقع قاعدة بيانات كرة القدم.إي يو (الإنجليزية)
- برايان أكوستا على موقع ناشيونال فوتبول تيمز (الإنجليزية)
- برايان أكوستا على موقع Soccerway.com (الإنجليزية)
- برايان أكوستا على موقع عالم كرة القدم.نت (الإنجليزية)
- برايان أكوستا على موقع أوليمبيديا (الإنجليزية)